# Idriss Saadi
Idriss Saadi (Valence, Francia, 8 de febrero de 1992) es un futbolista argelino que juega como delantero y su equipo es el Andrézieux-Bouthéon F. C. del Championnat National 2.

## Trayectoria

### Saint-Étienne
Saadi inició su carrera profesional en A. S. Saint-Étienne, haciendo su debut profesional el 28 de agosto de 2010 en el partido de liga contra Lens en la victoria por 3-1.
Durante su tiempo en Saint-Étienne, tuvo períodos de préstamo en Stade de Reims y Gazélec Ajaccio.

### Clermont Foot
En enero de 2014 se unió al Clermont de la Ligue 2, donde impresionó con 20 goles en 42 partidos.

### Cardiff City
El 31 de agosto de 2015 firmó con el Cardiff City de la Championship por una tarifa desconocida. El entrenador Russell Slade declaró que el club había estado buscando a Saadi durante varios meses y lo describió como fuerte, poderoso y técnicamente bueno. Debido a una lesión sufrida la temporada anterior, Saadi no debutó hasta el 7 de noviembre de 2015, en la victoria por 2-0 sobre el Reading, donde duró 13 minutos antes de sufrir otra lesión que lo descartó por otras 6 semanas. Hizo una aparición más como suplente durante su primera temporada en el Cardiff City Stadium, en la derrota por 2-1 ante el Fulham el 9 de abril.

### Kortrijk
En julio de 2016 fue cedido al Kortrijk. Hizo su debut en el empate 1-1 con el K. A. A. Gante marcó su primer y segundo gol contra el Club Brujas el 20 de agosto.

### Racing Estrasburgo
El 21 de julio de 2017 se unió al Racing Estrasburgo por una tarifa sin revelar.

## Selección nacional
Saadi jugó en las categorías juveniles de Francia. Debutó con la Selección de fútbol de Argelia en un partido amistoso en la victoria por 1-0 sobre Guinea el 6 de junio de 2017.

## Estadísticas
| Club               | Temporada     | Liga               | Liga  | Liga  | Copa  | Copa  | Copa de la Liga | Copa de la Liga | Otros | Otros | Total | Total |
| Club               | Temporada     | División           | Part. | Goles | Part. | Goles | Part.           | Goles           | Part. | Goles | Part. | Goles |
| ------------------ | ------------- | ------------------ | ----- | ----- | ----- | ----- | --------------- | --------------- | ----- | ----- | ----- | ----- |
| Saint-Étienne      | 2010–11       | Ligue 1            | 9     | 0     | 3     | 0     | 1               | 0               | —     | —     | 13    | 0     |
| Saint-Étienne      | 2011–12       | Ligue 1            | 7     | 0     | 1     | 0     | 1               | 0               | —     | —     | 9     | 0     |
| Saint-Étienne      | 2012–13       | Ligue 1            | 1     | 0     | 0     | 0     | 0               | 0               | —     | —     | 1     | 0     |
| Saint-Étienne      | 2013–14       | Ligue 1            | 1     | 0     | 0     | 0     | 0               | 0               | 1     | 0     | 2     | 0     |
| Saint-Étienne      | Total         | Total              | 18    | 0     | 4     | 0     | 2               | 0               | 1     | 0     | 25    | 0     |
| Stade de Reims     | 2011–12       | Ligue 2            | 10    | 1     | 0     | 0     | 0               | 0               | —     | —     | 10    | 1     |
| Gazélec Ajaccio    | 2012–13       | Ligue 2            | 32    | 7     | 0     | 0     | 0               | 0               | —     | —     | 32    | 7     |
| Clermont           | 2013–14       | Ligue 2            | 18    | 7     | 0     | 0     | 0               | 0               | —     | —     | 18    | 7     |
| Clermont           | 2014–15       | Ligue 2            | 21    | 11    | 2     | 1     | 0               | 0               | —     | —     | 23    | 12    |
| Clermont           | Total         | Total              | 39    | 18    | 2     | 1     | 0               | 0               | 0     | 0     | 41    | 19    |
| Cardiff City       | 2015–16       | Championship       | 2     | 0     | 0     | 0     | 0               | 0               | —     | —     | 2     | 0     |
| Kortrijk           | 2016–17       | Jupiler Pro League | 29    | 14    | 2     | 0     | —               | —               | 8     | 2     | 39    | 16    |
| Racing Estrasburgo | 2017–18       | Ligue 1            | 26    | 4     | 2     | 1     | 1               | 0               | —     | —     | 29    | 5     |
| Racing Estrasburgo | 2018–19       | Ligue 1            | 1     | 0     | 0     | 0     | 0               | 0               | —     | —     | 1     | 0     |
| Racing Estrasburgo | Total         | Total              | 27    | 4     | 2     | 1     | 1               | 0               | 0     | 0     | 30    | 5     |
| Total carrera      | Total carrera | Total carrera      | 157   | 44    | 10    | 2     | 3               | 0               | 9     | 2     | 179   | 48    |

1. ↑  Apariciones en la Liga Europa de la UEFA
2. ↑  Apariciones en los play-offs de la Jupiler Pro League